# SS Folgore Falciano Calcio
SS Folgore Falciano Calcio (Società Sportiva Folgore Falciano Calcio) je sanmarinský fotbalový klub z obce Falciano založený v roce 1972. V červeném znaku klubu je černý blesk, žlutý nápis Folgore a letopočet založení.

## Úspěchy
- Campionato Sammarinese di Calcio (sanmarinská fotbalová liga)
  - 4× vítěz (1996/97, 1997/98, 1999/00, 2014/15)[1]
- Trofeo Federale (sanmarinský Superpohár do roku 2011)
  - 3× vítěz (1997, 2000, 2015)[2]

## Výsledky v evropských pohárech
| Ročník  | Soutěž             | Kolo        | Soupeř                 | Doma | Venku | Celkem | Postup  |
| ------- | ------------------ | ----------- | ---------------------- | ---- | ----- | ------ | ------- |
| 2000/01 | Pohár UEFA         | Předkolo    | FC Basel 1893          | 1:5  | 0:7   | 1:12   | vyřazen |
| 2014/15 | Evropská liga UEFA | 1. předkolo | FK Budućnost Podgorica | 1:2  | 0:3   | 1:5    | vyřazen |